# Alfabet lituà
L'alfabet lituà és l'alfabet derivat del llatí que es fa servir per escriure el lituà. Té 32 lletres.
| A | Ą | B | C | Č | D | E | Ę | Ė | F | G | H | I | Į | Y | J | K | L | M | N | O | P | R | S | Š | T | U | Ų | Ū | V | Z | Ž |
| a | ą | b | c | č | d | e | ę | ė | f | g | h | i | į | y | j | k | l | m | n | o | p | r | s | š | t | u | ų | ū | v | z | ž |

Els accents agut i greu així com els màcrons i les titlles poden ser emprats per marcar l'accent tònic i la llargària (vegeu Accentuació del lituà).

## Vocals
El lituà té 12 vocals escrites. A més de les lletres llatines estàndards, l'ogonek « ˛ » (del polonès 'petita cua'), anomenat nosinė en lituà, s'afegeix a les quatre vocals breus fonamentals del lituà (a, e, i, u):
- Ą ą
- Ę ę
- Į į
- Ų ų

Aquestes lletres es consideraven abans vocals nasals, però actualment la nasalitat s'ha perdut i ha passat a ser una simple llargària.
Es pot considerar, doncs, aquestes nasals històriques com vocals llargues recents, per oposició a les vocals llargues històriques: o, ė, y, ū. El į i el ų es confonen respectivament en la pronunciació amb les vocals llargues y i ū, mentre que el ą i el ę són diferents de les vocals llargues no nasals o i ė, més tancades.
| Majúscula | A    | Ą  | E    | Ę  | Ė  | I | Į  | Y  | O    | U | Ų  | Ū  |
| Minúscula | a    | ą  | e    | ę  | ė  | i | į  | y  | o    | u | ų  | ū  |
| IPA       | ɐ ɐː | ɐː | æ æː | æː | e: | i | iː | iː | o: o | u | uː | uː |

## Consonants
El lituà fa servir 20 lletres de consonants de l'alfabet llatí:
| Majúscula | B | C  | Č  | D | F | G | H | J | K | L | M | N | P | R | S | Š | T | V | Z | Ž |
| Minúscula | b | c  | č  | d | f | g | h | j | k | l | m | n | p | r | s | š | t | v | z | ž |
| IPA       | b | ts | tʃ | d | f | g | ɣ | j | k | l | m | n | p | r | s | ʃ | t | ʋ | z | ʒ |

Els dígrafs són també emprats però considerats com seqüències de dues lletres. El dígraf ch representa una fricativa velar sorda, mentre que les altres corresponen simplement a les lletres que les componen: